# Noord-Koreaanse voetbalbond
De Noord-Koreaanse voetbalbond of 조선민주주의인민공화국 축구 협회 is de voetbalbond van Noord-Korea.
De voetbalbond werd opgericht in 1945, is sinds 1958 lid van de wereldvoetbalbond FIFA en sinds 1974 van de Aziatisch voetbalbond (AFC). De bond is erg moeilijk bereikbaar; enkel een faxnummer en een mailadres zijn bekend. Zelfs de FIFA weet weinig over de Noord-Koreaanse competitie.
Het nationaal voetbalteam nam deel aan de Wereldkampioenschappen van 1966 en 2010 en aan de Aziatische kampioenschappen van 1980, 1992, 2011 en 2015.